# Arnaud de Gabaston
Arnaud de Gabaston (ou Arnold de Gavaston), né à une date inconnue au XIIIe siècle et mort avant le 18 mai 1302, est un chevalier gascon. Il est le père de Pierre Gaveston, courtisan et célèbre favori du roi d'Angleterre Édouard II.

## Biographie
Arnaud de Gabaston est originaire de Gascogne, territoire appartenant au XIIIe siècle au roi d'Angleterre au sein du duché d'Aquitaine. En tant que sire de Gabaston, Arnaud est vassal du vicomte Gaston VII de Béarn. En 1272, il épouse Claramonde de Marsan, fille du vicomte Arnaud-Guillaume de Marsan. Par ce mariage, il acquiert les châteaux de Louvigny, de Roquefort-de-Marsan, de Montgaillard-des-Landes, de Hagetmau et de Saint-Loubouer, qui relèvent de la juridiction du roi d'Angleterre en sa qualité de duc d'Aquitaine et vassal du roi de France. Ainsi, Gabaston devient après son mariage un important baron de Gascogne. Après la mort de son épouse en 1287, il doit le reste de sa vie lutter contre les prétentions de ses rivaux, familiaux ou voisins, sur l'héritage de son épouse, ce qui le rendra plus tard financièrement dépendant du roi d'Angleterre et l'attachera continuellement à son service.
Au cours de sa carrière, Arnaud de Gabaston reste loyal au roi d'Angleterre Édouard Ier, qu'il sert militairement en Gascogne, en Galles et en Écosse. Il est appelé en 1282 sous la bannière d'Édouard Ier lorsque ce dernier mène la conquête du Gwynedd. Arnaud reste par la suite au service de la famille royale des Plantagenêts en tant que chevalier au sein de la suite du roi. En 1286, il accompagne le roi lorsqu'il se rend en Gascogne. Il sert en 1288 Édouard en tant qu'otage à la cour d'Alphonse III d'Aragon. Gabaston accomplit la même mission en France auprès de Philippe IV le Bel en 1294, au début de la guerre de Guyenne, mais parvient à s'échapper de la cour française en 1297. En 1300, accompagné de ses deux fils, il participe aux guerres d'Écosse. Arnaud de Gabaston meurt au cours du mois de mai 1302 et est probablement enterré en la cathédrale de Winchester, un honneur insigne pour un seigneur de son rang.

## Descendance
De son mariage avec Claramonde de Marsan sont issus plusieurs enfants, dont :
- Arnaud-Guillaume de Gabaston (v. 1272 – après avril 1325), épouse une certaine Marie ;
- une fille, qui se marie en 1286 ;
- une fille, qui se marie en 1291 ;
- Pierre Gaveston (v. 1283 – 19 juin 1312), 1er comte de Cornouailles, épouse Marguerite de Clare ;
- Gérard de Gabaston ;
- Raimond-Arnaud de Gabaston ;
- Amie Gaveston (? – après mai 1312).